# Vuelta a España 1999
La Vuelta a España 1999, cinquantaquattresima edizione della corsa, si svolse in ventuno tappe precedute da un cronoprologo iniziale dal 4 al 26 settembre 1999, per un percorso totale di 3 548,7 km. Fu vinta dal tedesco Jan Ullrich che terminò la gara in 89h52'03".

## Tappe
| Tappa  | Data         | Percorso                                  | km       | Vincitore di tappa     | Leader cl. generale    |
| ------ | ------------ | ----------------------------------------- | -------- | ---------------------- | ---------------------- |
| prol.  | 4 settembre  | Murcia > Murcia (cron. individuale)       | 6,1      | Igor González de Gald. | Igor González de Gald. |
| 1ª     | 5 settembre  | Murcia > Benidorm                         | 179      | Robert Hunter          | Jacky Durand           |
| 2ª     | 6 settembre  | Alicante > Albacete                       | 206      | Marcel Wüst            | Jacky Durand           |
| 3ª     | 7 settembre  | La Roda > Fuenlabrada                     | 233      | Marcel Wüst            | Marcel Wüst            |
| 4ª     | 8 settembre  | Las Rozas > Salamanca                     | 185,6    | Marcel Wüst            | Marcel Wüst            |
| 5ª     | 9 settembre  | Béjar > Ciudad Rodrigo                    | 160      | Jan Ullrich            | Abraham Olano          |
| 6ª     | 10 settembre | Salamanca > Salamanca (cron. individuale) | 46,4     | Abraham Olano          | Abraham Olano          |
| 7ª     | 11 settembre | Salamanca > León                          | 217      | Marcel Wüst            | Abraham Olano          |
| 8ª     | 12 settembre | León > Alto de Angliru                    | 175,6    | José María Jiménez     | Abraham Olano          |
| 9ª     | 13 settembre | Gijón > Los Corrales de Buelna            | 185,8    | Laurent Brochard       | Abraham Olano          |
|        | 14 settembre | giorno di riposo                          |          |                        |                        |
| 10ª    | 15 settembre | Saragozza > Saragozza                     | 183,2    | Serhij Ušakov          | Abraham Olano          |
| 11ª    | 16 settembre | Huesca > Val d'Aran                       | 201      | Daniele Nardello       | Abraham Olano          |
| 12ª    | 17 settembre | Sort > Arcalís (AND)                      | 147,4    | Igor González de Gald. | Jan Ullrich            |
| 13ª    | 18 settembre | Andorra (AND) > Castellar del Riu         | 149      | Alex Zülle             | Jan Ullrich            |
| 14ª    | 19 settembre | Barcellona > Barcellona                   | 144 94,4 | Fabio Roscioli         | Jan Ullrich            |
| 15ª    | 20 settembre | La Senia > Valencia                       | 193,4    | Vjačeslav Ekimov       | Jan Ullrich            |
| 16ª    | 21 settembre | Valencia > Teruel                         | 200,4    | Frank Vandenbroucke    | Jan Ullrich            |
| 17ª    | 22 settembre | Los Bronchales > Guadalajara              | 225      | Cristian Moreni        | Jan Ullrich            |
| 18ª    | 23 settembre | Guadalajara > Alto de Abantos             | 166,3    | Roberto Laiseka        | Jan Ullrich            |
| 19ª    | 24 settembre | El Escorial > Avila                       | 184,6    | Frank Vandenbroucke    | Jan Ullrich            |
| 20ª    | 25 settembre | El Tiemblo > Avila (cron. individuale)    | 46,5     | Jan Ullrich            | Jan Ullrich            |
| 21ª    | 26 settembre | Madrid > Madrid                           | 163      | Jeroen Blijlevens      | Jan Ullrich            |
| Totale | Totale       | Totale                                    | 3 548,7  |                        |                        |

## Squadre e corridori partecipanti
Le 21 squadre partecipanti alla gara furono:
| N.      | Cod. | Squadra                      |
| ------- | ---- | ---------------------------- |
| 1-9     | ONC  | ONCE-Deutsche Bank           |
| 11-19   | BAN  | Banesto                      |
| 21-29   | COF  | Cofidis                      |
| 31-39   | AMI  | Costa de Almería-Amica Chips |
| 41-49   | TEL  | Team Deutsche Telekom        |
| 51-59   | EUS  | Euskaltel-Euskadi            |
| 61-69   | FUE  | Fuenlabrada                  |
| 71-79   | KEL  | Kelme-Costa Blanca           |
| 81-89   | LAM  | Lampre-Daikin                |
| 91-99   | LIQ  | Liquigas                     |
| 101-109 | LOT  | Lotto-Mobistar               |

| N.      | Cod. | Squadra                          |
| ------- | ---- | -------------------------------- |
| 111-119 | FES  | Lotus-Festina                    |
| 121-129 | MAP  | Mapei-Quick Step                 |
| 131-139 | PLT  | Team Polti                       |
| 141-149 | RAB  | Rabobank                         |
| 151-159 | RIS  | Riso Scotti-Vinavil              |
| 161-169 | SAE  | Saeco-Cannondale                 |
| 171-179 | SLB  | Sport Lisboa e Benfica           |
| 181-189 | TVM  | TVM-Farm Frites                  |
| 191-199 | USP  | US Postal Service                |
| 201-209 | VIT  | Vitalicio Seguros-Grupo Generali |

## Dettagli delle tappe

### Prologo
- 4 settembre: Murcia – Cronometro individuale – 6,1 km

Risultati
| Pos. | Corridore                | Squadra        | Tempo    |
| ---- | ------------------------ | -------------- | -------- |
| 1    | Igor González            | Vitalicio Seg. | 6'58"500 |
| 2    | Abraham Olano            | ONCE           | a 1"064  |
| 3    | Miguel Martín Perdiguero | ONCE           | a 2"815  |

| Pos. | Corridore                | Squadra        | Tempo |
| ---- | ------------------------ | -------------- | ----- |
| 1    | Igor González            | Vitalicio Seg. | 6'58" |
| 2    | Abraham Olano            | ONCE           | a 1"  |
| 3    | Miguel Martín Perdiguero | ONCE           | a 3"  |

### 1ª tappa
- 5 settembre: Murcia > Benidorm – 179 km

Risultati
| Pos. | Corridore     | Squadra      | Tempo    |
| ---- | ------------- | ------------ | -------- |
| 1    | Robert Hunter | Lampre       | 4h38'11" |
| 2    | Serhij Ušakov | TVM-Farm Frh | s.t.     |
| 3    | Robbie McEwen | Rabobank     | s.t.     |

| Pos. | Corridore     | Squadra        | Tempo    |
| ---- | ------------- | -------------- | -------- |
| 1    | Jacky Durand  | Lotto          | 4h45'09" |
| 2    | Igor González | Vitalicio Seg. | a 2"     |
| 3    | Abraham Olano | ONCE           | a 3"     |

### 2ª tappa
- 6 settembre: Alicante > Albacete – 206 km

Risultati
| Pos. | Corridore         | Squadra       | Tempo    |
| ---- | ----------------- | ------------- | -------- |
| 1    | Marcel Wüst       | Lotus-Festina | 4h46'05" |
| 2    | Stefano Zanini    | Mapei         | s.t.     |
| 3    | Giovanni Lombardi | Deutsche Tel. | s.t.     |

| Pos. | Corridore     | Squadra        | Tempo    |
| ---- | ------------- | -------------- | -------- |
| 1    | Jacky Durand  | Lotto          | 9h31'14" |
| 2    | Igor González | Vitalicio Seg. | a 2"     |
| 3    | Abraham Olano | ONCE           | a 3"     |

### 3ª tappa
- 7 settembre: La Roda > Fuenlabrada – 233 km

Risultati
| Pos. | Corridore         | Squadra        | Tempo    |
| ---- | ----------------- | -------------- | -------- |
| 1    | Marcel Wüst       | Lotus-Festina  | 6h02'50" |
| 2    | Giovanni Lombardi | Deutsche Tel.  | s.t.     |
| 3    | Sergej Smetanin   | Vitalicio Seg. | s.t.     |

| Pos. | Corridore     | Squadra       | Tempo     |
| ---- | ------------- | ------------- | --------- |
| 1    | Marcel Wüst   | Lotus-Festina | 15h33'51" |
| 2    | Robbie McEwen | Rabobank      | a 9"      |
| 3    | Robert Hunter | Lampre        | a 10"     |

### 4ª tappa
- 8 settembre: Las Rozas > Salamanca – 185,6 km

Risultati
| Pos. | Corridore         | Squadra       | Tempo    |
| ---- | ----------------- | ------------- | -------- |
| 1    | Marcel Wüst       | Lotus-Festina | 4h21'42" |
| 2    | Giovanni Lombardi | Deutsche Tel. | s.t.     |
| 3    | Sergej Ivanov     | TVM-Farm Frh  | s.t.     |

| Pos. | Corridore     | Squadra       | Tempo     |
| ---- | ------------- | ------------- | --------- |
| 1    | Marcel Wüst   | Lotus-Festina | 19h55'09" |
| 2    | Robbie McEwen | Rabobank      | a 29"     |
| 3    | Robert Hunter | Lampre        | a 34"     |

### 5ª tappa
- 9 settembre: Béjar > Ciudad Rodrigo - 160 km

Risultati
| Pos. | Corridore           | Squadra       | Tempo    |
| ---- | ------------------- | ------------- | -------- |
| 1    | Jan Ullrich         | Deutsche Tel. | 3h52'56" |
| 2    | Abraham Olano       | ONCE          | s.t.     |
| 3    | Frank Vandenbroucke | Cofidis       | s.t.     |

| Pos. | Corridore     | Squadra        | Tempo     |
| ---- | ------------- | -------------- | --------- |
| 1    | Abraham Olano | ONCE           | 23h48'25" |
| 2    | Jan Ullrich   | Deutsche Tel.  | a 10"     |
| 3    | Igor González | Vitalicio Seg. | a 15"     |

### 6ª tappa
- 10 settembre: Salamanca > Salamanca - Cronometro individuale - 46,4 km

Risultati
| Pos. | Corridore     | Squadra        | Tempo   |
| ---- | ------------- | -------------- | ------- |
| 1    | Abraham Olano | ONCE           | 53'32"  |
| 2    | Jan Ullrich   | Deutsche Tel.  | a 57"   |
| 3    | Ángel Casero  | Vitalicio Seg. | a 2'17" |

| Pos. | Corridore     | Squadra        | Tempo     |
| ---- | ------------- | -------------- | --------- |
| 1    | Abraham Olano | ONCE           | 24h41'57" |
| 2    | Jan Ullrich   | Deutsche Tel.  | a 1'07"   |
| 3    | Ángel Casero  | Vitalicio Seg. | a 2'33"   |

### 7ª tappa
- 11 settembre: Salamanca > León – 217 km

Risultati
| Pos. | Corridore        | Squadra       | Tempo    |
| ---- | ---------------- | ------------- | -------- |
| 1    | Marcel Wüst      | Lotus-Festina | 4h39'35" |
| 2    | Robbie McEwen    | Rabobank      | s.t.     |
| 3    | Mario Traversoni | Saeco         | s.t.     |

| Pos. | Corridore     | Squadra        | Tempo     |
| ---- | ------------- | -------------- | --------- |
| 1    | Abraham Olano | ONCE           | 29h21'32" |
| 2    | Jan Ullrich   | Deutsche Tel.  | a 1'07"   |
| 3    | Ángel Casero  | Vitalicio Seg. | a 2'33"   |

### 8ª tappa
- 12 settembre: León > Alto de Angliru – 175,6 km

Risultati
| Pos. | Corridore          | Squadra | Tempo    |
| ---- | ------------------ | ------- | -------- |
| 1    | José María Jiménez | Banesto | 4h52'04" |
| 2    | Pavel Tonkov       | Mapei   | s.t.     |
| 3    | Roberto Heras      | Kelme   | a 1'01"  |

| Pos. | Corridore     | Squadra       | Tempo     |
| ---- | ------------- | ------------- | --------- |
| 1    | Abraham Olano | ONCE          | 34h15'20" |
| 2    | Jan Ullrich   | Deutsche Tel. | a 2'08"   |
| 3    | Pavel Tonkov  | Mapei         | a 2'58"   |

### 9ª tappa
- 13 settembre: Gijón > Los Corrales de Buelna – 185,8 km

Risultati
| Pos. | Corridore        | Squadra       | Tempo    |
| ---- | ---------------- | ------------- | -------- |
| 1    | Laurent Brochard | Lotus-Festina | 4h33'40" |
| 2    | Oscar Camenzind  | Lampre        | a 3"     |
| 3    | Nicola Miceli    | Liquigas      | s.t.     |

| Pos. | Corridore     | Squadra       | Tempo     |
| ---- | ------------- | ------------- | --------- |
| 1    | Abraham Olano | ONCE          | 38h52'14" |
| 2    | Jan Ullrich   | Deutsche Tel. | a 2'08"   |
| 3    | Pavel Tonkov  | Mapei         | a 2'58"   |

### 10ª tappa
- 15 settembre: Saragozza > Saragozza – 183,2 km

Risultati
| Pos. | Corridore      | Squadra        | Tempo    |
| ---- | -------------- | -------------- | -------- |
| 1    | Serhij Ušakov  | TVM-Farm Frh   | 4h23'57" |
| 2    | Fabio Roscioli | Almería        | s.t.     |
| 3    | Jacky Durand   | Lotto-Mobistar | a 13"    |

| Pos. | Corridore     | Squadra       | Tempo     |
| ---- | ------------- | ------------- | --------- |
| 1    | Abraham Olano | ONCE          | 43h16'39" |
| 2    | Jan Ullrich   | Deutsche Tel. | a 2'08"   |
| 3    | Pavel Tonkov  | Mapei         | a 2'58"   |

### 11ª tappa
- 16 settembre: Huesca > Val d'Aran – 201 km

Risultati
| Pos. | Corridore          | Squadra        | Tempo    |
| ---- | ------------------ | -------------- | -------- |
| 1    | Daniele Nardello   | Mapei          | 5h01'37" |
| 2    | Víctor Hugo Peña   | Vitalicio Seg. | s.t.     |
| 3    | Félix García Casas | Lotus-Festina  | s.t.     |

| Pos. | Corridore     | Squadra       | Tempo     |
| ---- | ------------- | ------------- | --------- |
| 1    | Abraham Olano | ONCE          | 48h25'44" |
| 2    | Jan Ullrich   | Deutsche Tel. | a 1'39"   |
| 3    | Pavel Tonkov  | Mapei         | a 2'29"   |

### 12ª tappa
- 17 settembre: Sort > Arcalís (AND) – 147,4 km

Risultati
| Pos. | Corridore          | Squadra        | Tempo    |
| ---- | ------------------ | -------------- | -------- |
| 1    | Igor González      | Vitalicio Seg. | 4h18'41" |
| 2    | Roberto Heras      | Kelme          | a 40"    |
| 3    | José María Jiménez | Banesto        | a 41"    |

| Pos. | Corridore     | Squadra        | Tempo     |
| ---- | ------------- | -------------- | --------- |
| 1    | Jan Ullrich   | Deutsche Tel.  | 51h47'06" |
| 2    | Igor González | Vitalicio Seg. | a 36"     |
| 3    | Pavel Tonkov  | Mapei          | a 48"     |

### 13ª tappa
- 18 settembre: Andorra (AND) > Castellar del Riu – 149 km

Risultati
| Pos. | Corridore          | Squadra  | Tempo    |
| ---- | ------------------ | -------- | -------- |
| 1    | Alex Zülle         | Banesto  | 3h54'34" |
| 2    | Nicola Miceli      | Liquigas | a 14"    |
| 3    | José María Jiménez | Banesto  | a 32"    |

| Pos. | Corridore     | Squadra        | Tempo     |
| ---- | ------------- | -------------- | --------- |
| 1    | Jan Ullrich   | Deutsche Tel.  | 56h42'18" |
| 2    | Igor González | Vitalicio Seg. | a 49"     |
| 3    | Roberto Heras | Kelme          | a 2'35"   |

### 14ª tappa
- 19 settembre: Barcellona > Barcellona – 94,4 km

Risultati
| Pos. | Corridore          | Squadra   | Tempo    |
| ---- | ------------------ | --------- | -------- |
| 1    | Fabio Roscioli     | Almería   | 2h34'41" |
| 2    | Massimiliano Lelli | Cofidis   | s.t.     |
| 3    | Glenn Magnusson    | US Postal | a 1'52"  |

| Pos. | Corridore     | Squadra        | Tempo     |
| ---- | ------------- | -------------- | --------- |
| 1    | Jan Ullrich   | Deutsche Tel.  | 59h18'51" |
| 2    | Igor González | Vitalicio Seg. | a 49"     |
| 3    | Roberto Heras | Kelme          | a 2'35"   |

### 15ª tappa
- 20 settembre: La Senia > Valencia – 193,4 km

Risultati
| Pos. | Corridore        | Squadra   | Tempo    |
| ---- | ---------------- | --------- | -------- |
| 1    | Vjačeslav Ekimov | Almería   | 4h31'44" |
| 2    | Frankie Andreu   | US Postal | s.t.     |
| 3    | Paolo Bettini    | Mapei     | s.t.     |

| Pos. | Corridore     | Squadra        | Tempo     |
| ---- | ------------- | -------------- | --------- |
| 1    | Jan Ullrich   | Deutsche Tel.  | 64h03'21" |
| 2    | Igor González | Vitalicio Seg. | a 49"     |
| 3    | Roberto Heras | Kelme          | a 2'35"   |

### 16ª tappa
- 21 settembre: Valencia > Teruel – 200,4 km

Risultati
| Pos. | Corridore           | Squadra | Tempo    |
| ---- | ------------------- | ------- | -------- |
| 1    | Frank Vandenbroucke | Cofidis | 5h20'41" |
| 2    | Jon Odriozola       | Banesto | S.t.     |
| 3    | Francisco Cabello   | Kelme   | a 4'44"  |

| Pos. | Corridore     | Squadra        | Tempo     |
| ---- | ------------- | -------------- | --------- |
| 1    | Jan Ullrich   | Deutsche Tel.  | 69h36'41" |
| 2    | Igor González | Vitalicio Seg. | a 49"     |
| 3    | Roberto Heras | Kelme          | a 2'35"   |

### 17ª tappa
- 22 settembre: Los Bronchales > Guadalajara – 225 km

Risultati
| Pos. | Corridore           | Squadra  | Tempo    |
| ---- | ------------------- | -------- | -------- |
| 1    | Cristian Moreni     | Liquigas | 5h33'13" |
| 2    | José Vicente García | Banesto  | a 2"     |
| 3    | Mikel Zarrabeitia   | ONCE     | s.t.     |

| Pos. | Corridore     | Squadra        | Tempo     |
| ---- | ------------- | -------------- | --------- |
| 1    | Jan Ullrich   | Deutsche Tel.  | 75h26'28" |
| 2    | Igor González | Vitalicio Seg. | a 49"     |
| 3    | Roberto Heras | Kelme          | a 2'35"   |

### 18ª tappa
- 23 settembre: Guadalajara > Alto de Abantos – 166,3 km

Risultati
| Pos. | Corridore           | Squadra   | Tempo    |
| ---- | ------------------- | --------- | -------- |
| 1    | Roberto Laiseka     | Euskaltel | 4h18'39" |
| 2    | Frank Vandenbroucke | Cofidis   | a 17"    |
| 3    | José María Jiménez  | Banesto   | a 21"    |

| Pos. | Corridore     | Squadra        | Tempo     |
| ---- | ------------- | -------------- | --------- |
| 1    | Jan Ullrich   | Deutsche Tel.  | 79h46'02" |
| 2    | Igor González | Vitalicio Seg. | a 31"     |
| 3    | Roberto Heras | Kelme          | a 2'16"   |

### 19ª tappa
- 24 settembre: El Escorial > Avila – 184,6 km

Risultati
| Pos. | Corridore           | Squadra | Tempo    |
| ---- | ------------------- | ------- | -------- |
| 1    | Frank Vandenbroucke | Cofidis | 4h54'18" |
| 2    | Mikel Zarrabeitia   | ONCE    | a 13"    |
| 3    | Roberto Heras       | Kelme   | a 20"    |

| Pos. | Corridore     | Squadra        | Tempo     |
| ---- | ------------- | -------------- | --------- |
| 1    | Jan Ullrich   | Deutsche Tel.  | 84h40'40" |
| 2    | Igor González | Vitalicio Seg. | a 31"     |
| 3    | Roberto Heras | Kelme          | a 2'16"   |

### 20ª tappa
- 25 settembre: El Escorial > Avila – Cronometro individuale – 46,5 km

Risultati
| Pos. | Corridore           | Squadra       | Tempo    |
| ---- | ------------------- | ------------- | -------- |
| 1    | Jan Ullrich         | Deutsche Tel. | 1h04'57" |
| 2    | Alex Zülle          | Banesto       | a 2'50"  |
| 3    | Frank Vandenbroucke | Cofidis       | a 2'57"  |

| Pos. | Corridore     | Squadra        | Tempo     |
| ---- | ------------- | -------------- | --------- |
| 1    | Jan Ullrich   | Deutsche Tel.  | 85h45'37" |
| 2    | Igor González | Vitalicio Seg. | a 4'15"   |
| 3    | Roberto Heras | Kelme          | a 5'57"   |

### 21ª tappa
- 26 settembre: Madrid > Madrid – 163 km

Risultati
| Pos. | Corridore         | Squadra      | Tempo    |
| ---- | ----------------- | ------------ | -------- |
| 1    | Jeroen Blijlevens | TVM-Farm Frh | 4h06'26" |
| 2    | Julian Dean       | US Postal    | s.t.     |
| 3    | Paolo Bettini     | Mapei        | s.t.     |

## Evoluzione delle classifiche
| Tappa              | Vincitore                 | Classifica generale Maglia oro | Classifica a punti Maglia azzurra | Classifica scalatori Maglia verde | Classifica regolarità Maglia bianca | Classifica a squadre |
| ------------------ | ------------------------- | ------------------------------ | --------------------------------- | --------------------------------- | ----------------------------------- | -------------------- |
| Prologo            | Igor González de Galdeano | Igor González de Galdeano      | non assegnata                     | non assegnata                     | non assegnata                       | non assegnata        |
| 1ª                 | Robert Hunter             | Jacky Durand                   | Robert Hunter                     | Pascal Hervé                      | ?                                   | ?                    |
| 2ª                 | Marcel Wüst               | Jacky Durand                   | Robert Hunter                     | Pascal Hervé                      | César Garcia Calvo                  | ONCE-Deutsche Bank   |
| 3ª                 | Marcel Wüst               | Marcel Wüst                    | Marcel Wüst                       | Pascal Hervé                      | ?                                   | ONCE-Deutsche Bank   |
| 4ª                 | Marcel Wüst               | Marcel Wüst                    | Marcel Wüst                       | Pascal Hervé                      | ?                                   | ONCE-Deutsche Bank   |
| 5ª                 | Jan Ullrich               | Abraham Olano                  | Marcel Wüst                       | Laurent Brochard                  | ?                                   | ONCE-Deutsche Bank   |
| 6ª                 | Abraham Olano             | Abraham Olano                  | Marcel Wüst                       | Laurent Brochard                  | ?                                   | ONCE-Deutsche Bank   |
| 7ª                 | Marcel Wüst               | Abraham Olano                  | Marcel Wüst                       | Laurent Brochard                  | ?                                   | ONCE-Deutsche Bank   |
| 8ª                 | José María Jiménez        | Abraham Olano                  | Marcel Wüst                       | José María Jiménez                | ?                                   |                      |
| 9ª                 | Laurent Brochard          | Abraham Olano                  | Marcel Wüst                       | Laurent Brochard                  | Robert Hunter                       | ?                    |
| 10ª                | Serhij Ušakov             | Abraham Olano                  | Marcel Wüst                       | Laurent Brochard                  | Robert Hunter                       | ?                    |
| 11ª                | Daniele Nardello          | Abraham Olano                  | Marcel Wüst                       | Laurent Brochard                  | Robert Hunter                       | ?                    |
| 12ª                | Igor González de Galdeano | Jan Ullrich                    | Marcel Wüst                       | José María Jiménez                | Robert Hunter                       | ?                    |
| 13ª                | Alex Zülle                | Jan Ullrich                    | Marcel Wüst                       | José María Jiménez                | Robert Hunter                       | ?                    |
| 14ª                | Fabio Roscioli            | Jan Ullrich                    | Marcel Wüst                       | José María Jiménez                | Robert Hunter                       | ?                    |
| 15ª                | Vjačeslav Ekimov          | Jan Ullrich                    | Marcel Wüst                       | José María Jiménez                | Robert Hunter                       | ?                    |
| 16ª                | Frank Vandenbroucke       | Jan Ullrich                    | Marcel Wüst                       | José María Jiménez                | Robert Hunter                       | ?                    |
| 17ª                | Cristian Moreni           | Jan Ullrich                    | Robert Hunter                     | José María Jiménez                | Robert Hunter                       | ?                    |
| 18ª                | Roberto Laiseka           | Jan Ullrich                    | Igor González de Galdeano         | José María Jiménez                | Robert Hunter                       | ?                    |
| 19ª                | Frank Vandenbroucke       | Jan Ullrich                    | Igor González de Galdeano         | José María Jiménez                | Robert Hunter                       | ?                    |
| 20ª                | Jan Ullrich               | Jan Ullrich                    | Igor González de Galdeano         | José María Jiménez                | Robert Hunter                       | ?                    |
| 21ª                | Jeroen Blijlevens         | Jan Ullrich                    | Frank Vandenbroucke               | José María Jiménez                | Robert Hunter                       | Banesto              |
| Classifiche finali | Classifiche finali        | Jan Ullrich                    | Frank Vandenbroucke               | José María Jiménez                | Robert Hunter                       | Banesto              |

## Classifiche finali

### Classifica generale - Maglia oro
| Pos. | Corridore              | Squadra        | Tempo     |
| ---- | ---------------------- | -------------- | --------- |
| 1    | Jan Ullrich            | Deutsche Tel.  | 89h52'03" |
| 2    | Igor González de Gald. | Vitalicio Seg. | a 4'15"   |
| 3    | Roberto Heras          | Kelme          | a 5'57"   |
| 4    | Pavel Tonkov           | Mapei          | a 7'53"   |
| 5    | José María Jiménez     | Banesto        | a 9'24"   |
| 6    | José Luis Rubiera      | Kelme          | a 10'13"  |
| 7    | Manuel Beltrán         | Banesto        | a 11'20"  |
| 8    | Leonardo Piepoli       | Banesto        | a 13'13"  |
| 9    | Iván Parra             | Vitalicio Seg. | a 16'20"  |
| 10   | Santiago Blanco        | Vitalicio Seg. | a 18'15"  |

### Classifica a punti - Maglia azzurra
| Pos. | Corridore              | Squadra        | Punti |
| ---- | ---------------------- | -------------- | ----- |
| 1    | Frank Vandenbroucke    | Cofidis        | 129   |
| 2    | Robert Hunter          | Lampre         | 123   |
| 3    | Igor González de Gald. | Vitalicio Seg. | 122   |
| 4    | Jan Ullrich            | Deutsche Tel.  | 116   |
| 5    | Roberto Heras          | Kelme          | 96    |

### Classifica scalatori - Maglia verde
| Pos. | Corridore              | Squadra        | Punti |
| ---- | ---------------------- | -------------- | ----- |
| 1    | José María Jiménez     | Banesto        | 133   |
| 2    | Frank Vandenbroucke    | Cofidis        | 90    |
| 3    | Roberto Heras          | Kelme          | 89    |
| 4    | Iñigo Chaurreau        | Euskaltel      | 86    |
| 5    | Igor González de Gald. | Vitalicio Seg. | 67    |

### Classifica sprint - Maglia bianca
| Pos. | Corridore           | Squadra       | Punti |
| ---- | ------------------- | ------------- | ----- |
| 1    | Robert Hunter       | Lampre-Daikin | 54    |
| 2    | Germán Nieto        | Fuenlabrada   | 21    |
| 3    | Andrea Tafi         | Mapei         | 16    |
| 4    | Fabio Roscioli      | Almería       | 15    |
| 5    | Frank Vandenbroucke | Cofidis       | 13    |

### Classifica a squadre
| Pos. | Squadra                          | Tempo      |
| ---- | -------------------------------- | ---------- |
| 1    | Banesto                          | 269h08'49" |
| 2    | Kelme-Costa Blanca               | a 15'04"   |
| 3    | Vitalicio Seguros-Grupo Generali | a 23'45"   |
| 4    | Mapei-Quick Step                 | a 1h18'26" |
| 5    | Euskaltel-Euskadi                | a 1h35'29" |